# 久菲什 (佛羅里達州)
久菲什（英語：Jewfish）是位於美國佛羅里達州門羅縣的一個非建制地區。該地的面積和人口皆未知。

## 地理
久菲什的座標為25°11′02″N 80°23′17″W / 25.18389°N 80.38806°W，而該地的平均海拔高度為1米（即3英尺）。